# Dobellus Mały
Der Dobellus Mały (deutsch Kleiner Dobellus) ist ein See in der polnischen Woiwodschaft Ermland-Masuren. Er liegt westlich der Straße von Stańczyki (Staatshausen) nach Błąkały (Blindgallen). Östlich des Sees fließt der Fluss Błędzianka (Blinde), der Oberlauf der Rominte.

## Beschaffenheit
Der flache See ist nur durch eine schmale Landbrücke vom Dobellus Duży (Großer Dobellus) getrennt. Von 1930 bis 2005 ist die Fläche des Sees von 1,5 auf 0,58 Hektar zurückgegangen. Der kleine See hat eine relativ große Wassermenge von 35 700 m³. Seine maximale Länge beträgt 105 m, die maximale Breite 75 m (im Durchschnitt 56 m), bei einer maximalen Tiefe von 13,6 m. Im Durchschnitt ist der See 6,1 m tief.

## Geschichte
Er wurde am 30. Juni 1926 von einem Gewitterregen mit Hagelschlag derartig belastet, dass eine 2 bis 3 Meter hohe Wasserfontäne aus seiner Mitte emporschoss. Danach quoll eine bräunliche Masse Faulschlamm hoch, die allmählich den ganzen See bedeckte.
Professor André aus Königsberg gab darüber folgende Erklärung ab: Im Faulschlamm des Seegrundes hatte sich eine größere Menge Sumpfgas gebildet. Durch ein Unwetter entstand ein lokaler Unterdruck, der den Auftrieb der Faulgase verstärkte. Dadurch gelangten Teile des Seebodens an die Oberfläche und schwammen darauf herum, da sie infolge ihrer Gasdurchsetzung leichter als Wasser waren.
Der Faulschlamm trocknete ab und wurde von Pflanzen bewachsen, so dass der See verschwunden schien. Größere Niederschläge ließen die Schlammdecke jedoch erweichen, die daraufhin zu kleinen Teilen zerbröselte und schließlich auf den Grund sank. Am 21. August 1926 war auch der letzte Rest abgesunken und der „verschwundene See“ war wieder da. In polnischer Sprache wird er als „wybuchowe jezioro” (explosiver See) bezeichnet.